# 4899 Candace
A 4899 Candace (ideiglenes jelöléssel 1988 JU) a Naprendszer kisbolygóövében található aszteroida. Carolyn Shoemaker,  Eugene Merle Shoemaker fedezte fel 1988. május 9-én.